# Biewer teriér
Biewer teriér (původně Biewer Yorkshire á la Pom Pon) je Mezinárodní kynologickou federací (FCI) neuznané plemeno psa z Německa. Plemeno bylo v roce 2024 rozpoznáno německou kynologickou federací VDH jako zemí původu, stejně jako Českomoravskou kynologickou federací (ČMKU) přijato na výstavy i k chovu a zařazeno mezi neuznaná plemena. Obě zmíněné organizace jsou členy FCI, proto je i v ČR nyní možné chovat biewer teriéry pod ČMKU, tedy s FCI rodokmeny v českém jazyce. Plemeno zastřešuje Exotic klub.
Zároveň byl na webu ČMKU publikován oficiální český standard plemene, který je překladem standardu německého.

## Původ a historie

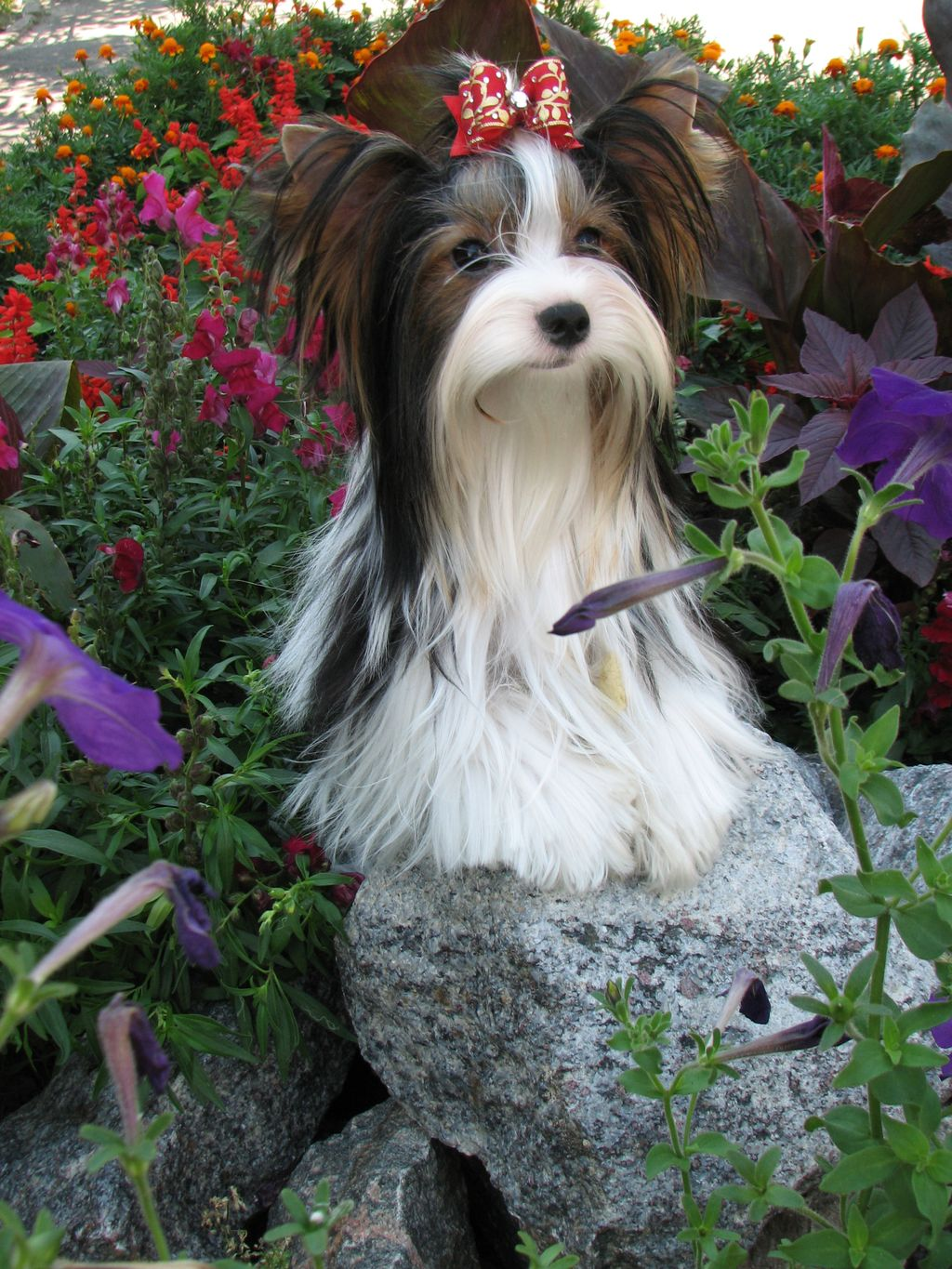

První biewer teriér se narodil údajně 20. ledna 1984 rodině Biewerů z Hirschfeldu. Z důvodu genetické mutace z otcovy strany se na srsti štěňat objevily bílé skvrny. Manželé Biewrovi, Gertruda a Werner, byli tak nadšení tímto psem, že selekcí začali šlechtit psy jemu podobné. Vytvořené plemeno pojmenovali Biewer Yorkshire á la Pom Pon. Až později plemeno získalo název biewer teriér. První klub biewer teriérů byl založen v březnu 2003.

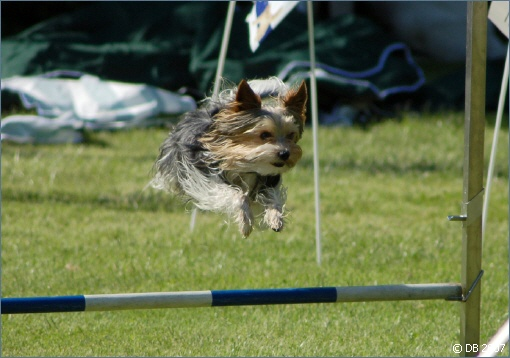
Biewer teriér na agility

Známými příbuznými biewer teriérů jsou i skotský teriér, skye teriér, cairn teriér nebo west highland white teriér. V České republice je toto plemeno poměrně rozšířené a nachází se zde i několik chovatelských stanic. Jak lze předpokládat již z původu plemene, v Evropě je rozšířen více než v USA, kde je ale akceptován Americkou kynologickou federací (AKC) a jeho obliba tam prudce roste. V současné době probíhá v řadě evropských států rozpoznávání plemene národními členskými organizacemi FCI, což akcelerovalo zejména přijetí VDH. Plemeno se vystavuje a chová jako neuznané, chovatelé po celém světě však usilují o to, aby jednoho dne bylo uznáno plně a začleněno do FCI skupiny III mezi teriéry.
Přítomnost bílé barvy je zásadní, zlaté či hnědé znaky se mohou nacházet pouze na hlavě, malé množství zlaté srsti je povoleno kolem řitního otvoru. Srst je rovná, nikdy se nevlní. Uprostřed těla se nalézá charakteristická pěšinka.
Hlava je poměrně malá a plochá, čelo nesmí být příliš výrazné. Formát těla je obdélníkový, tolerován je i čtvercový. Uši jsou vztyčené, ve tvaru obráceného V a velikostí odpovídají celkové velikosti psa. Skus by měl být nůžkový nebo klešťový.

## Zdraví
Psi nemají žádné zdravotní problémy spojené s genem piebald, který způsobuje bílé zbarvení, když jsou jejich oči hnědé a na uších a na hlavě kolem uší je plná pigmentace.

## Povaha
Bystrý, energický pes — typický zástupce toy (malých) teriérů. Oddaný, loajální pes, často silně fixován na svého pána. Je hravý a mrštný. Pokud má možnost, je velmi učenlivý. Základní výchova je nutností – jako ostatní teriéři, i on trpí jistou dávkou tvrdohlavosti a dominantnosti.
Protože je toto plemeno silně společenské, je možné jej chovat ve smečce s jinými psy, vzhledem k jejich malému vzrůstu je lze chovat s o něco většími, opatrnými psy, aby se s nimi seznámili. S jinými zvířaty při správné výchově vychází bez problémů.
Jedná se o psa menší velikosti, ale nikterak křehké konstrukce. Jako žádný pes na světě, ani biewer není vhodný jako hračka pro děti. Výborně se však hodí jako psí parťák rodiny, která chápe, že je to živý tvor, a respektuje jeho potřeby.